# An der Roisdorfer Hufebahn

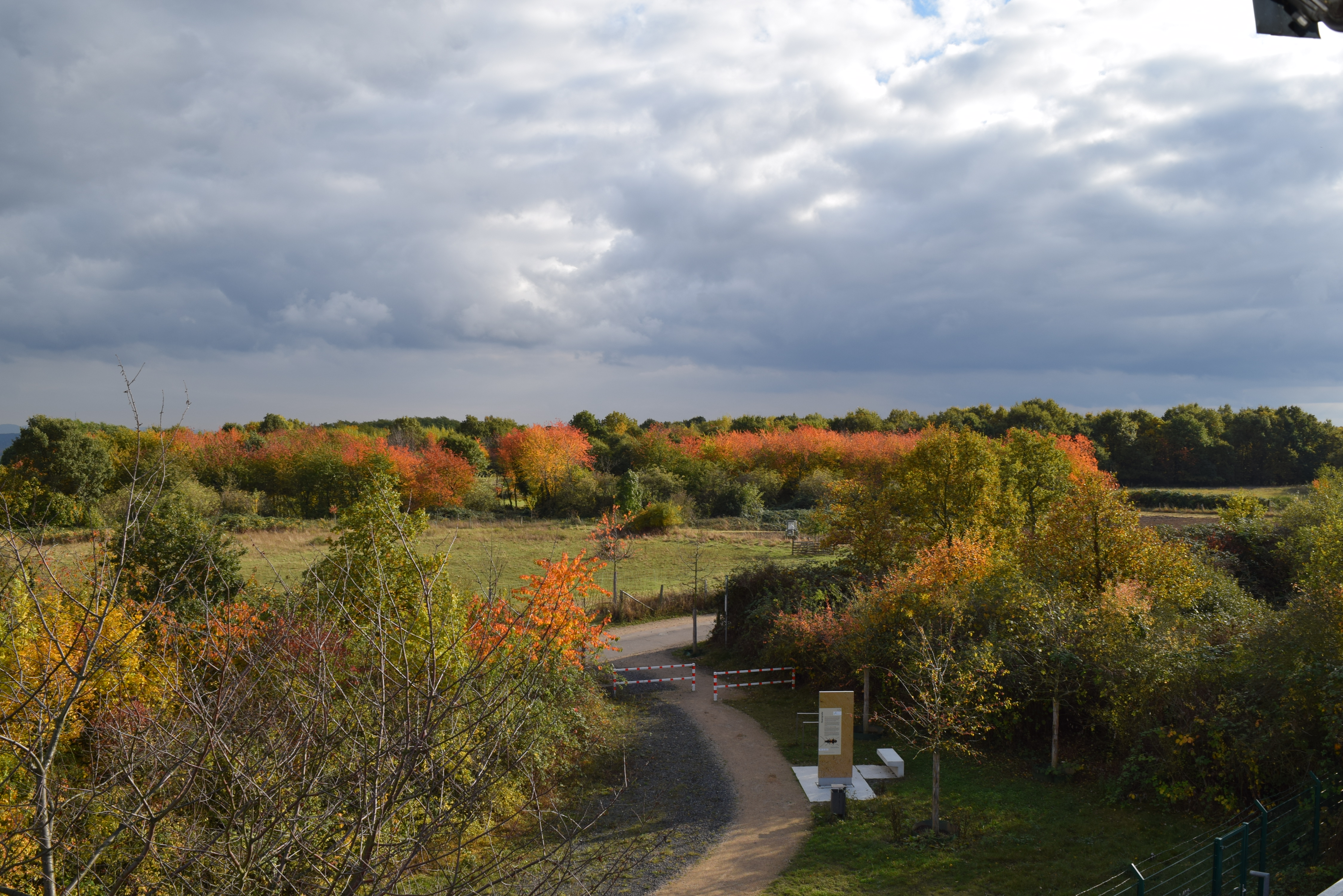
Blick vom Aussichtsturm „Fietzeks Weitsicht“

An der Roisdorfer Hufebahn ist ein Naturschutzgebiet in der Stadt Bornheim im nordrhein-westfälischen Rhein-Sieg-Kreis. In diesem Gebiet soll ein strukturreicher, kleinparzellierter Landschaftsausschnitt auf der Ville-Hochterrasse mit unterschiedlichen Brachestadien von Feldgehölzen, Obstwiesen und Grünlandflächen erhalten und optimiert werden.

## Lage
Das Naturschutzgebiet befindet sich im Bornheimer Ortsteil Roisdorf. Es liegt auf einer Kuppe südwestlich des Ortsteils an der Grenze zu Alfter. Südöstlich schließt sich das Naturschutzgebiet Kiesgrube am Blutpfad an, nordwestlich das Naturschutzgebiet Quarzsandgrube.

## Beschreibung
Das Objekt bietet ein vielfältiges Mosaik von alten Obstbrachen, Eichenfeldgehölzen, trockenen und feuchten Brachwiesen, Weidegrünland, Weidengebüschen, jüngeren Eichen-Buchen-Feldgehölzen und noch bewirtschafteten Obstkulturen auf meist kiesigem Untergrund. Der strukturreiche Biotopkomplex (Biotopkataster BK-5207-919) hat sich in den letzten Jahren aus den ehemals fast flächendeckenden Obstbaumkulturen entwickelt.